# Ilse Rande
Ilse Winnie Rande (født 23. juni 1950 i København, død 31. marts 2022) var en dansk skuespillerinde.
Rande var uddannet fra Skuespillerskolen ved Aarhus Teater og fik herefter roller på teatret. Hun har også i en 10-årig periode været tilknyttet Det Kongelige Teater.
På tv har Ilse Rande bl.a. medvirket i serierne Strandvaskeren, Een stor familie, Nana, Hvide løgne, og Rejseholdet.
Hun er begravet på Egebæksvang Kirkegård.

## Udvalgt filmografi
| År   | Titel                   | Rolle                 | Noter |
| ---- | ----------------------- | --------------------- | ----- |
| 1976 | Kassen stemmer          | lufthavnsvagt         |       |
| 1977 | Drenge                  | Merethe               |       |
| 1977 | Skytten                 | Alice, hans kone      |       |
| 1981 | Belladonna              | Judith                |       |
| 1985 | Den kroniske uskyld     | sygeplejerske         | [ 3 ] |
| 1987 | Sidste akt              | bestyrelsens sekretær |       |
| 1988 | Glashjertet             | Peters og Majas mor   |       |
| 1989 | En fremmed piges dagbog | lærerinde             |       |
| 1990 | Farlig leg              | Simons sekretær       |       |
| 1994 | Bryllupsfotografen      | Vera                  |       |
| 1997 | Sekten                  | brudesalonindehaver   |       |

### TV-Serier
| År          | Titel            | Rolle                      | Afsnit |
| ----------- | ---------------- | -------------------------- | ------ |
| 1978        | Strandvaskeren   | piberygende kvinde         | 2      |
| 1982 - 1983 | Een stor familie | sekretær Marianne Lauersen |        |
| 1987        | Nana             | lærerinden Frk. Lind       |        |
| 1988 - 1989 | Station 13       | sygeplejerske              | 8      |
| 1992        | Gøngehøvdingen   | Else Parsberg              | 1 - 3  |
| 1998 - 2001 | Hvide løgne      | Eva Damgaard               |        |
| 2000 - 2004 | Rejseholdet      | sekretæren                 | 12     |
| 2002 - 2003 | Forsvar          | Elisabeth Bauder           | 9      |

## Eksterne links
- Ilse Rande på Internet Movie Database (engelsk)
- Ilse Rande på Filmdatabasen
- Ilse Rande på danskefilm.dk
- Ilse Rande på danskfilmogtv.dk
- Ilse Rande på Scope
- Ilse Rande på Svensk Filmdatabas (svensk)
- Ilse Rande på AllMovie (engelsk)
- Ilse Rande på The Movie Database (engelsk)